# Seynes
Seynes là một xã trong vùng Occitanie. Xã Seynes nằm ở khu vực có độ cao trung bình 267 mét trên mực nước biển.